# باشگاه فوتبال ویل آف لون
باشگاه فوتبال ویل آف لِوِن یک باشگاه فوتبال اسکاتلندی است که در شهر الکساندریا، در ناحیه ویل آف لون در دانبارتونشر غربی یر واقع شده است. آنها با نام مستعار ویل در سال ۱۹۳۹ تشکیل شدند و در میلبرن پارک بازی می‌کنند. آنها در لیگ دسته سوم غرب اسکاتلند، رده نهم فوتبال اسکاتلند بازی می‌کنند.